# Soldat Lacroix

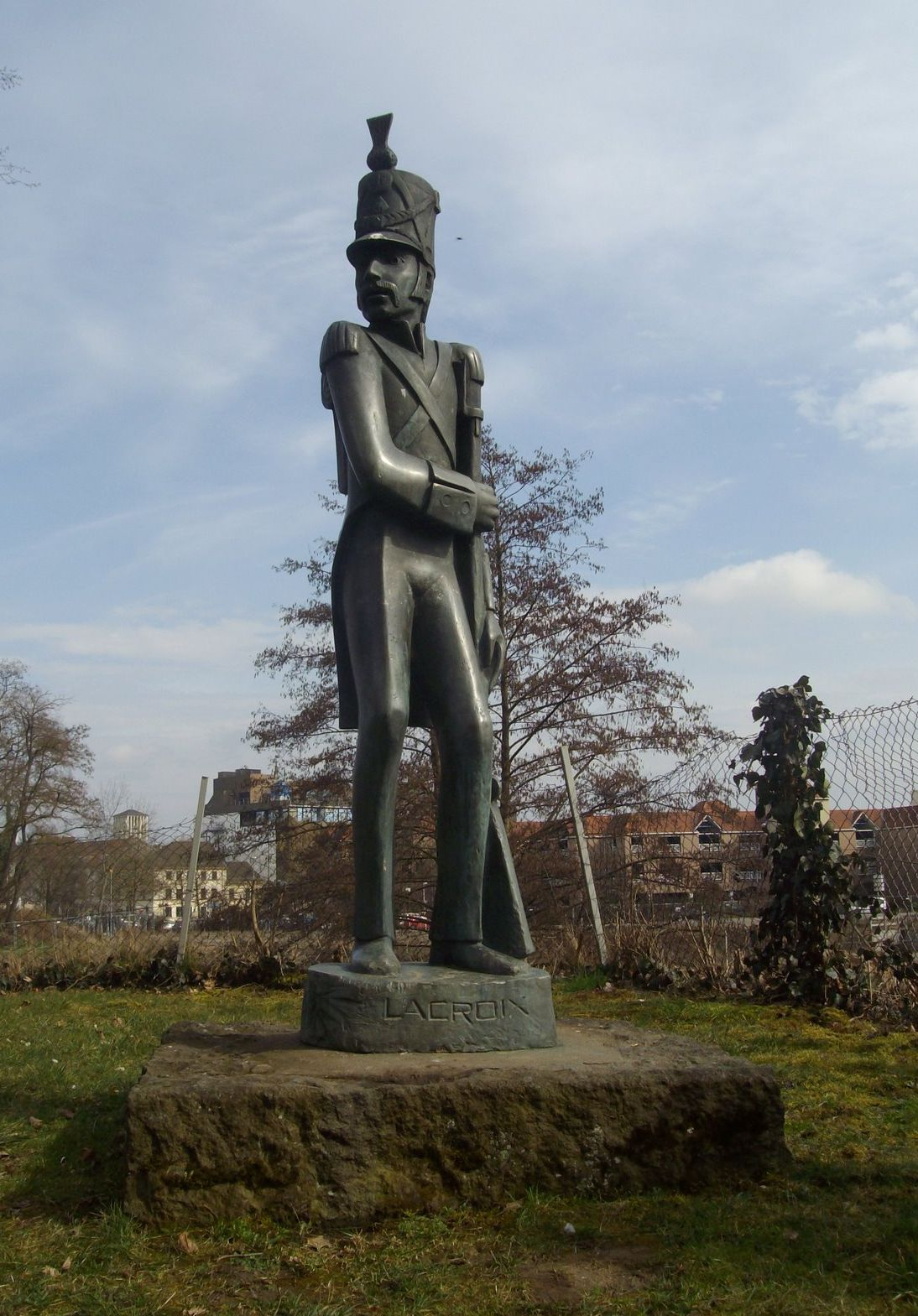
Denkmal für den Soldaten Lacroix

Der Soldat (Poilu) Lacroix ist eine Legendengestalt aus der ehemaligen Festungsstadt Saarlouis. Die Geschichte stammt aus dem preußisch-französischen Befreiungskrieg von 1815 und ist auch heute noch in der Stadt präsent.

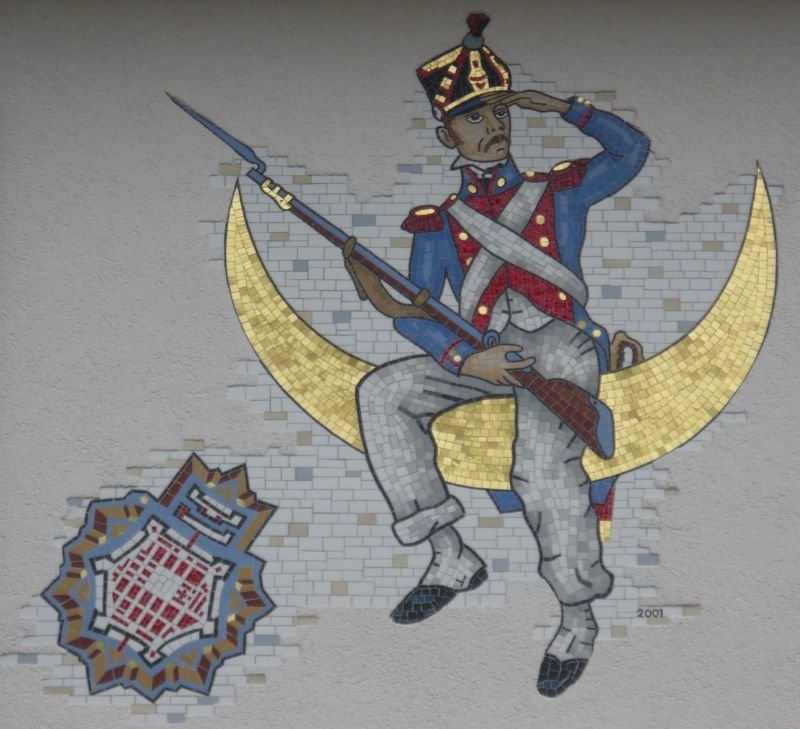
Mosaik mit der Darstellung des Soldaten Lacroix auf dem halben Mond an einem Privathaus in Saarlouis

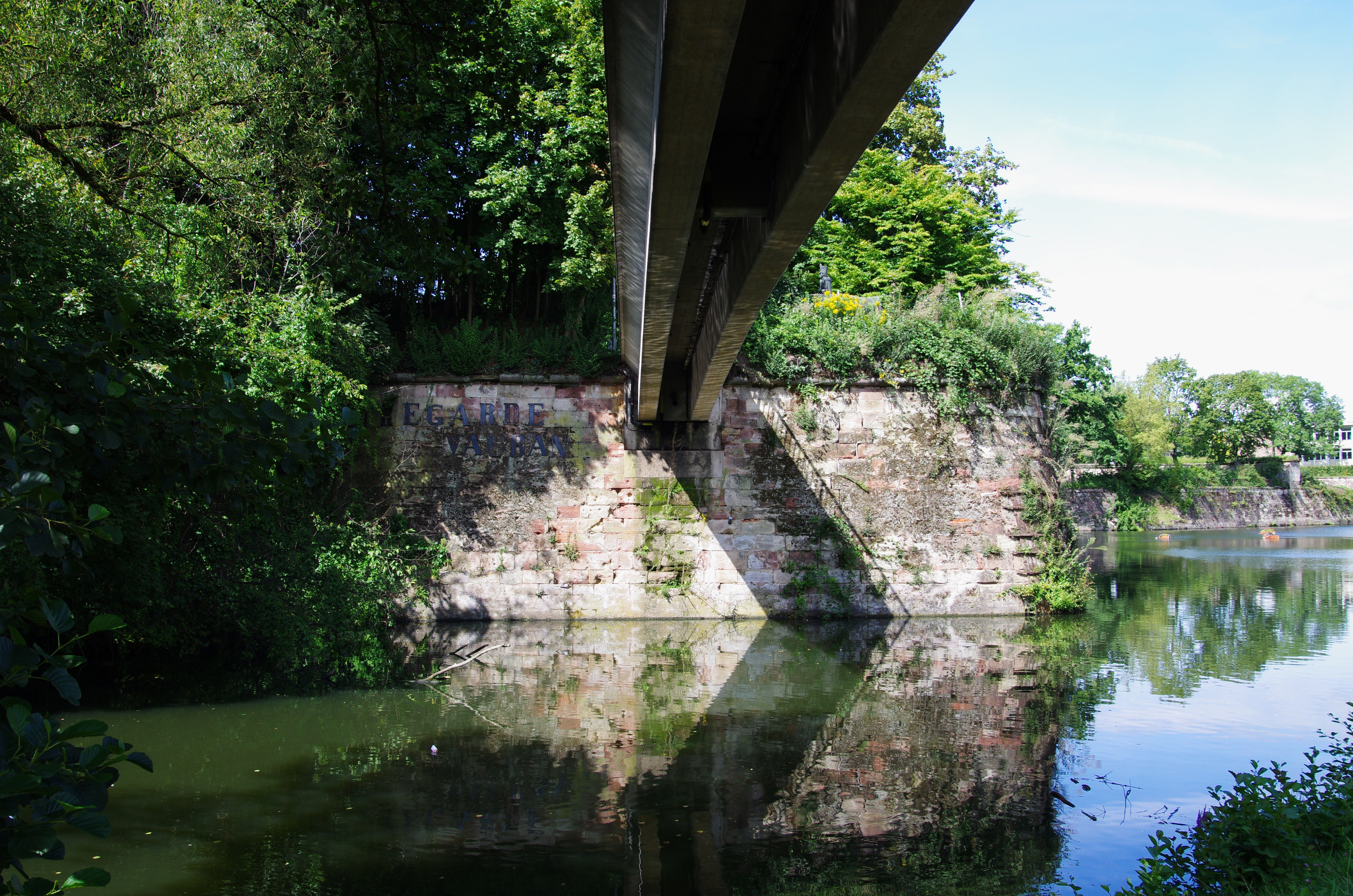
Contregarde Vauban, ehemaliges Festungswerk zum Schutz der Schleusenbrücke

Im Pariser Frieden wurde zwischen den Parteien vereinbart, dass die Festung Saarlouis zum 1. Dezember von den Franzosen zu räumen sei. Das geschah auch vertragsgemäß. Als jedoch die Preußen die Festungsanlagen inspizierten, fanden sie noch einen einzelnen französischen Soldaten, der auf seinem Posten Wache hielt und von seinen Vorgesetzten vergessen worden war. Nach einer anderen Erzählweise soll Lacroix am Vorabend mit einheimischen Freunden ein ausgiebiges Abschiedsgelage gehalten, den Abzug seiner Einheit am nächsten Tage schlicht verschlafen und sodann beim Eintreffen der feindlichen Besatzer noch hastig den Ahnungslosen gemimt haben. Die Preußen waren jedenfalls von der Standhaftigkeit des Soldaten derart beeindruckt, dass sie Lacroix nach einer kurzen Vernehmung mit Proviant und Tabak für seine Pfeife versahen und ihn seinen abgezogenen Kameraden nach Frankreich hinterherschickten.
Das von Lacroix bewachte Festungswerk soll der Legende nach die heute noch in Teilen erhaltene Contregarde Vauban gewesen sein, benannt nach dem Baumeister Sébastien Le Prestre de Vauban, eine so genannte Demi-Lune (dt. halber Mond) inmitten der Wassergräben in der aufgestauten Saar, direkt gegenüber dem Deutschen Tor, dem Zugang zur inneren Festung. Deswegen erscheint Lacroix auf Darstellungen stets in Verbindung mit einer Mondsichel oder sogar auf einer solchen sitzend – als Metapher für seine legendäre Schlafmützigkeit.
1973 wurde dem Soldaten Lacroix auf der Vaubaninsel in Saarlouis ein lebensgroßes Denkmal aus Bronze gesetzt. Es befindet sich an der stadtseitig zur Insel führenden Brücke und wurde vom Bildhauer Viktor Fontaine aus Saarlouis geschaffen.